# Rogale (Mazovie)
Pour les articles homonymes, voir Rogale.
Rogale (prononciation : [rɔˈɡalɛ]) est un village polonais de la gmina de Dzierzgowo dans le powiat de Mława de la voïvodie de Mazovie dans le centre-est de la Pologne.

## Histoire
De 1975 à 1998, le village appartenait administrativement à la voïvodie de Ciechanów.